# 浜降祭

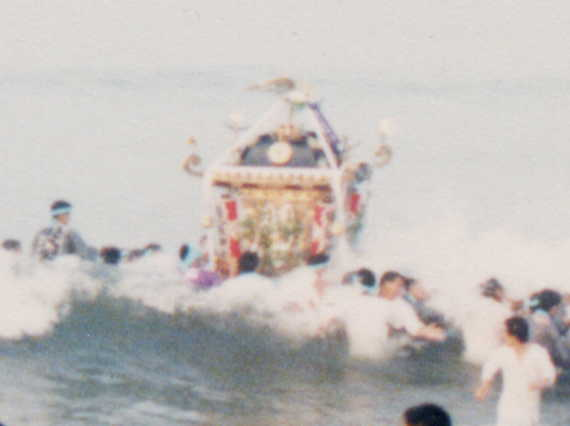
浜降祭（1999年7月15日）

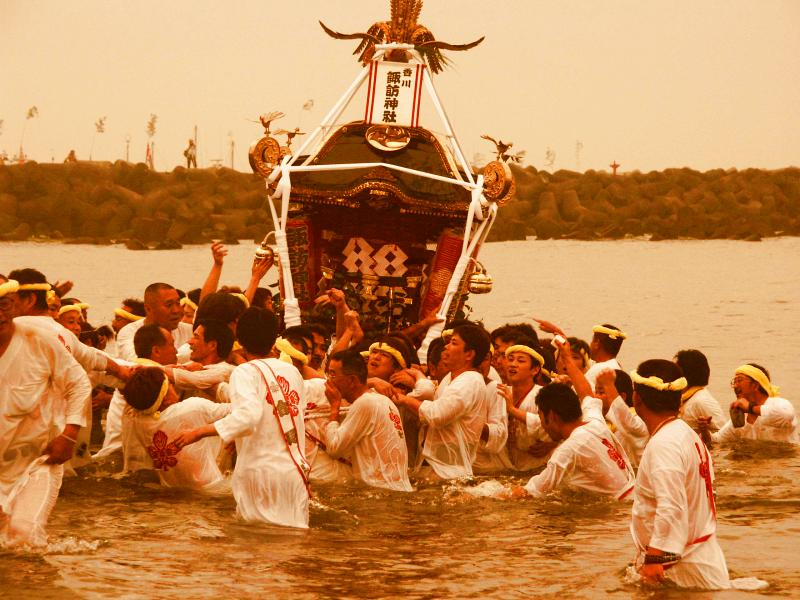
浜降祭（2003年7月）

浜降祭（はまおりさい）は、毎年、7月の海の日に行なわれる神奈川県茅ヶ崎市西浜海岸の祭りである。甚句とともにどっこい担ぎで渡御、巡行される。

## 解説
浜降祭は、寒川町・茅ヶ崎市にある各神社の氏子たちが、その神社の神輿を担ぎながら一斉に海に入り、海から出た後は再び各地域まで神輿を担ぎながら戻り、地域を渡御する祭りである。平成の初め頃までは、海中に神輿を叩き込むこともある荒っぽい祭りだったが、近年は神輿の更新にかかる出費を抑えるため、担いで海に浸かる大人しい形に変わってきている。そのせいか、近年は女性や子供の参加者も増えてきている。
近年（少なくとも21世紀）では西浜海岸から遠い神社について、神社のある地域から西浜海岸まで神輿をトラックで輸送し、担ぎ手たちは貸切バスで移動するケースが多い（貸切バスには神奈中の路線バス車両が大量に動員される）。
それ以前は、深夜0時ごろから各神社で宮出しが始まり、夜明けまでに西浜海岸に着くように担いで行っていた。

## 歴史

### 祭りの起源
- 浜降祭の起源については次の3つの説があり、3つ目の説が有力である。以下に紹介する。

1. 天保9年（1838年）または天保11年（1840年）、寒川神社の神輿が、例年春に大磯で行われる国府祭（こうのまち）に渡御した帰りに相模川の渡し場で一ノ宮の寒川神社の氏子と四ノ宮の前鳥神社の氏子とが争いを起こし、御輿が川に落ちて行方不明となる。数日後、南湖の網元である鈴木孫七が漁の最中にご神体を発見し、寒川神社に届けたことを契機に、寒川神社の神輿が南湖の浜で「禊（みそぎ）」をするようになったという。争いは裁判となり、代官は四ノ宮の氏子16名に打首断罪の判決を下したが、処刑の日にその丁髷だけを斬り落として打首に代えたという。その「丁髷塚」が平塚市榎木町に作られている。
2. 江戸後期に幕府の昌平黌地理局がまとめた『新編相模国風土記稿』によれば、佐塚大明神（後に鶴嶺八幡宮に合祀）では寒川神社のお礼参りよりかなり昔から「みそぎ」の神事のための御輿の浜辺への渡御が行われていたという。
3. 鈴木孫七による御輿の発見は偶然ではなく、探索の結果であり、御輿の紛失事件以前から寒川神社の浜での禊（ミソギ）は行われていた。寒川神社は相模川河口で、鶴嶺八幡は南湖の浜で別々に禊（ミソギ）を行っていた。それが場を南湖に統一され、合同で行われるようになり、諸社も参加するようになった。（永田衡吉『神奈川県民俗芸能誌』神奈川県教育委員会、1966年3月）

- 「3」の場所変更は御輿を発見した鈴木孫吉の功績に関係していると推定されているが、地震による河口の変遷も視野に入れるべきであろう。（旧相模川橋脚参照）

### 年表（祭日の変遷など）
- 1030年 - 源頼義は下総の乱を鎮定のため懐島郷（鶴嶺八幡宮のある場所）に源氏の守護神石清水八幡宮を勧請して戦勝祈願をする。（別に宇佐八幡宮勧請説もある）。
- 1191年 - 鶴嶺八幡大菩薩の隣りに伊予の三島の神を祀る佐塚明神社が建立される。
- 1281年 - 蒙古退散の祈祷をし、6月閏30日の晦日に勝利したのを記念して「晦日祭」を始め、これが八幡宮と佐塚明神の例祭となった、と現在の鶴嶺八幡宮は説明している。民俗学者の永田衡吉は水無月の祓と考察している。鶴嶺八幡宮の説明は1876年以前には6月29日に行われていたという史実と合わない。（1876年の項参照）
- 1838年または1840年 - 寒川神社の御輿の紛失事件。
- 1841年 - この年に幕府の昌平黌地理局の編纂した「新編相模国風土記稿」に佐塚明神が6月29日に浜で禊（みそぎ）を行っているという記述がある[1]。
- 1841年 - 南湖の御旅所神主の鈴木家は指貫風の烏帽子の着用を許可される。
- 1868年 - 太政官達は権現、天王、八幡大菩薩などの仏教的神号を禁じた。「佐塚明神」は「佐塚大神」（さづかのおおかみ）、「鶴嶺八幡大菩薩」は「鶴嶺八幡」となる。
- 1871年 - 太政官布告「官社以下定額・神官職制等規則」が制定された。
- 1873年 - 前々年の太政官布告によって村社となった鶴嶺八幡宮は、国幣中社となった寒川神社の摂社となる。
- 1876年 - 旧暦の6月29日に行われていた「みそぎ」の神事を新暦の7月15日とし、名称も「浜降祭」へと変更。県令野村靖宛の申請書には農繁期を避ける旨が記されている。この年まで寒川神社は6月30日、鶴嶺八幡宮（佐塚大神）は6月29日に浜降祭を行っていた。
- 1877年 - 鶴嶺八幡宮は寒川神社の摂社から解放され、浜降祭を単独で行うようになる。（場所は同一か不明）
- 1878年 - 浜降祭参加記録2社。寒川神社と鶴嶺八幡宮のみか不明。これ以前の参加社数記録無し。
- 1879年 - 浜降祭参加記録5社。
- 1881年 - 浜降祭参加記録8社。
- 1883年 - 浜降祭参加記録6社。
- 1899年 - 南湖の海岸沿いに大きな結核療養所の南湖院ができる。神道には「病原菌」という概念はなく、「ケガレ」として認識されているので、付近で「ミソギ」が行われた可能性は低い。後年に「ミソギ」の場所がもし移動したとしてもこの付近は避けられた筈である。
- 1901年 - 不景気のため浜降祭中止。
- 1904年 - 浜降祭は奉幣のみ行った。
- 1906年12月 - 内務省は神社合祀令によって一村一社運動を起こし、明治末から大正初期にかけていわゆる神社整理を推進する。少なくともこの時期までに佐塚大神（旧、佐塚大明神）は鶴嶺八幡宮（旧、鶴嶺八幡大菩薩）に合祀され、旧佐塚大明神の浜降りの行事は鶴嶺八幡の主催となる。その時期は1873年（前記当該年参照）かそれ以前である可能性もある。
- 1915年 - 浜降祭参加記録11社。
- 1923年 - 鶴嶺八幡宮は改めて浜降祭に再参加するようになる。
- 1923年9月1日 - 関東大震災で土地が隆起し、柳島は島でなくなる。相模川の河口は一つになり、「相模川河口」の概念が変わる。寒川神社がかつて「みそぎ」を行っていたと推定されている「相模川河口」の概念はこれにより曖昧となる。近接して「中島」という地名もあり、複数回の過去の大地震による「河口」の概念の改変の可能性が認められる。また「千ノ川」は河口を失い、今の浜見平団地付近は沼地と化した。このため「ミソギ」の場所が移動したとしてもこの付近は避けられた可能性が高い。なお、千ノ川は再整備されて現在では相模川河口付近で相模川に合流するように作られている。
- 1959年 - 浜降祭参加記録23社。
- 1960年 - 浜降祭参加記録26社。
- 1965年 - 浜降祭参加記録13社。
- 1997年 - 祭日を海の日（当時は7月20日）に変更。寒川神社においては以後も旧祭日であった7月15日に浜降古式祭が行われている。
- 2004年 - 祝日法の改正に伴って海の日が7月の第3月曜日に変更されたため、神事も7月第3月曜日へ変更する。
- 2016年 - 浜降祭参加記録34社[2]
- 2020年 - 開催が予定されていた東京オリンピック・パラリンピック競技大会の期間と重なるため6月14日日曜日に日程を変更して開催する予定[3]だったが、新型コロナウイルス感染症拡大に伴う緊急事態宣言発令をうけて中止[4]となった。
- 2023年 - 7月17日（海の日）に4年ぶりに開催[5]。34社39基[6]。

## 参加神社
平成以降は概ね30社強の神社から神輿が参加している。
以下に掲げるのは2003年の参加神社一覧である。

### 寒川町
- 寒川神社（宮山）
- 菅谷神社（岡田）
- 倉見神社（倉見）
- 八幡大神（一之宮）

### 茅ヶ崎市
- 茶屋町大神宮（茶屋町）
- 八雲神社（南湖中町）
- 金刀比羅神社（南湖上町）
- 住吉神社（南湖下町）
- 御霊神社（鳥井戸）
- 熊野神社（高田）
- 神明大神（下赤羽根）
- 八雲大神（上赤羽根）
- 諏訪神社（下寺尾）
- 八王子神社（室田）
- 八王子神社（菱沼）
- 熊野神社（小和田）
- 八幡大神（甘沼）
- 八坂神社（堤）
- 腰掛神社（芹沢）
- 八大龍王神（中海岸）
- 中海岸神社（中海岸）
- 第六天神社（十間坂）
- 神明宮（十間坂）
- 巖島神社（新町）
- 八坂神社（本村）
- 八幡宮（柳島）
- 日枝神社（中島）
- 松尾大神（今宿）
- 三島大神（萩園）
- 神明大神（円蔵）
- 本社宮（矢畑）
- 日吉神社（西久保）
- 諏訪神社（香川）
- 鶴嶺八幡宮（浜之郷）

### かつて参加していた神社
- 渋谷神社(海老名市)(海老名市門沢橋)
- 寒川社(藤沢市宮原)
- 寒川社(藤沢市用田)
- 御嶽神社(藤沢市遠藤)
- 子聖神社(藤沢市獺郷)

## 茅ヶ崎市のその他の祭り
- 大岡越前祭（大岡祭）
- 湘南祭